# Звежинець-Другий
Звежинець-Другий (пол. Zwierzyniec Drugi) — село в Польщі, у гміні Опатув Клобуцького повіту Сілезького воєводства.
Населення — 204 особи (2011).
У 1975-1998 роках село належало до Ченстоховського воєводства.

## Демографія
Демографічна структура станом на 31 березня 2011 року:
|          | Загалом | Допрацездатний вік | Працездатний вік | Постпрацездатний вік |
| -------- | ------- | ------------------ | ---------------- | -------------------- |
| Чоловіки | 104     | 23                 | 64               | 17                   |
| Жінки    | 100     | 15                 | 58               | 27                   |
| Разом    | 204     | 38                 | 122              | 44                   |